# McNeal (Arizona)
McNeal es un lugar designado por el censo ubicado en el condado de Cochise en el estado estadounidense de Arizona. En el Censo de 2010 tenía una población de 238 habitantes y una densidad poblacional de 24,52 personas por km².

## Geografía
McNeal se encuentra ubicado en las coordenadas 31°36′36″N 109°39′30″O / 31.61000, -109.65833. Según la Oficina del Censo de los Estados Unidos, McNeal tiene una superficie total de 9.71 km², de la cual 9.7 km² corresponden a tierra firme y (0.03%) 0 km² es agua.

## Demografía
Según el censo de 2010, había 238 personas residiendo en McNeal. La densidad de población era de 24,52 hab./km². De los 238 habitantes, McNeal estaba compuesto por el 99.16% blancos, el 0% eran afroamericanos, el 0.42% eran amerindios, el 0% eran asiáticos, el 0% eran isleños del Pacífico, el 0% eran de otras razas y el 0.42% pertenecían a dos o más razas. Del total de la población el 6.3% eran hispanos o latinos de cualquier raza.